# Anagennisi Epanomi
El Anagennisi Football Club es un club de fútbol de Grecia que milita en la Gamma Ethniki, la tercera división del fútbol griego.

## Historia
Fue fundado en el año 1926 en la ciudad de Epanomi, en la prefectura de Salónica.